# Daniel P. Hanley
Daniel P. Hanley (1955) é um editor estadunidense. Venceu o Oscar de melhor direção de arte na edição de 1996 por Apollo 13, ao lado de Mike Hill.